# Tschunski
Tschunski (russisch Чунский) ist eine Siedlung städtischen Typs in der Oblast Irkutsk (Russland) mit 14.996 Einwohnern (Stand 14. Oktober 2010).

## Geographie
Die Siedlung liegt am Westrand des Angararückens im südlichen Teil des Mittelsibirischen Berglands, etwa 700 Kilometer nordwestlich der Oblasthauptstadt Irkutsk. Unweit des Ortes mündet das Flüsschen Tschukscha in den etwa ab diesem Gebiet Tschuna genannten Fluss (weiter flussaufwärts Uda). Der Fluss gab der Siedlung ihren Namen, der die russische Adjektivform von Tschuna darstellt.
Tschunski ist seit 1953 Verwaltungszentrum den gleichnamigen Rajons Tschunski.

## Geschichte
Der Ort entstand, als nach Beendigung des Zweiten Weltkriegs der bereits vor 1940 begonnene Bau des Westabschnitts der späteren Baikal-Amur-Magistrale von Taischet an der Transsibirischen Eisenbahn über Bratsk nach Ust-Kut (Station Lena) an der Lena wieder aufgenommen wurde.
Als Gründungsjahr gilt 1947. Bald entwickelte sich der Ort zu einem der Forstwirtschaftszentren des Gebietes (neben den nahe gelegenen Lessogorsk und Oktjabrski) und erhielt 1955 den Status einer Siedlung städtischen Typs.
1958 wurde die Eisenbahnstrecke auf ihrer gesamten Länge zwischen Taischet und Ust-Kut fertiggestellt.

## Bevölkerungsentwicklung
| Jahr | Einwohner |
| ---- | --------- |
| 1959 | 5.347     |
| 1970 | 9.970     |
| 1979 | 14.549    |
| 1989 | 17.747    |
| 2002 | 16.630    |
| 2010 | 14.996    |

Anmerkung: Volkszählungsdaten

## Wirtschaft und Infrastruktur
Tschunski ist Zentrum der Forstwirtschaft.
Hier befindet sich die Bahnstation Tschuna der Baikal-Amur-Magistrale (Streckenkilometer 142 ab Taischet). Durch Tschunski führt Regionalstraße Taischet–Bratsk. Die Uda aufwärts besteht eine Straßenverbindung ins knapp 200 Kilometer südlich gelegene Nischneudinsk.